# San Marcos de Colón
San Marcos de Colón ist eine Stadt mit ca. 12.000 Einwohnern und Hauptort einer aus zahlreichen Dörfern (aldeas) bestehenden Gemeinde (municipio) mit etwa 30.000 Einwohnern im Süden von Honduras.

## Lage und Klima
Die Stadt San Marcos de Colón liegt im waldreichen honduranischen Bergland am Río Coman nahe der Grenze zum Nachbarland Nicaragua in einer Höhe von ca. 960 m. Das Klima ist subtropisch; die durchschnittliche jährliche Niederschlagsmenge liegt bei ca. 900 mm.

## Bevölkerungsentwicklung
| Jahr      | 2001  | 2013   |
| Einwohner | 8.992 | 10.637 |

Der Bevölkerungszuwachs beruht im Wesentlichen auf der immer noch anhaltenden Zuwanderung von Einzelpersonen und Familien aus den Dörfern der Umgebung.

## Wirtschaft
Die Stadt liegt am Pan American Highway (Panamericana). In der Umgebung wird Kaffee angebaut und Viehzucht betrieben; darüber hinaus gibt es eine nennenswerte Lederverarbeitung.

## Geschichte
Im Jahr 1830 wurde der 35 Jahre zuvor gegründete Ort das Zentrum einer Gemeinde (muncipio) und erhielt das Recht zur Selbstverwaltung.

## Sehenswürdigkeiten
Der Ort selbst bietet keine historisch oder kulturell bedeutsamen Sehenswürdigkeiten. Im Jahr 2017 wurden Teile der Gemeinde von der UNESCO als Biosphärenreservat ausgewiesen.